# 宍喰町
宍喰町（ししくいちょう）は、徳島県の最南端に位置した町。90%以上が森林を占め、太平洋に面しており、気候は温暖で多雨である。
2006年3月31日、海部郡の2町と対等合併し、海陽町となって消滅した。

## 地理
- 山：鈴ヶ峰（標高395m）
- 河川：宍喰川、野根川

### 隣接している自治体
- 徳島県
  - 海部郡：海部町、海南町
- 高知県
  - 安芸郡：東洋町、北川村、馬路村

## 名称

### 「宍喰」の由来
宍喰（ししくい）は脚咋（あしくい）の転訛とされる。脚咋は「葦（イネ化の植物）をつくって主食とした住民」。履中天皇の時代に大和朝廷から鷲住王（わしずみおう）がこの地に遣わされ、宍喰川下流の平野部を利用した農耕が近隣地域に先立って発達した事による。時代とともに狩猟に纏わる宍（カン、しし、にく）が使われるようになり、鎌倉時代以降は宍喰と呼ばれるようになった。

## 歴史

### 原始古代
原始古代の宍喰地方では宍喰川流域の堆積地帯や風雨から逃れるために山裾などに居住し、狩猟や漁労、採集を糧に暮らしていたようである。かつては入り江であった板取地区や竹ヶ島地区から紀元前200年（弥生時代）ころの石斧が出土している。

### 古墳時代
5世紀に大和朝廷から鷲住王（わしずみおう）が脚咋（あしくい）に派遣され近隣を治めた。このころに稲作が伝わり、現在の久保西・正梶・馳馬地区などに集落を形成していった。

### 中世
大化の改新（645年）をへて中央集権体制下に入った。郡県制が敷かれ、脚咋の地は宍喰庄、海部郷に別れた。宍喰庄は1135年以降は鳥羽院の御領をへて1216年に高野山の蓮華乗院に寄進され寺領荘園になる。本土への年貢や堺地方への木材の出荷を通じて、貨幣経済が発展した。また、海部刀などの刀鍛冶が発展していき、鎌倉時代には宋及び高麗との交易を行った。（現在祭祀行事の際に曳かれる関船という山車はこの頃の貿易船を模したものである。）
鎌倉時代から室町時代が終わり、戦国時代になると国司や郡司、荘園を治める荘官やその下で名田を治める名主が勢力を強め、中央の命令に従わなくなっていく。宍喰地方では鷲住王を祖とし、藤原姓を名乗る一族が宍喰城・愛宕山城・祇園山城などを築き、この地方を治めた。また、近隣の牟岐城・浅川城・野根城主とは同族で、高知県の安芸氏とも姻戚関係を結んで地盤を固めていた。1578年土佐国を平定した長宗我部氏に侵攻され、城はことごとく落城する。この際、多田民部という武将が切腹し、現在宍喰川河畔にある「民部岩」として2012年現在も残っている。豊臣秀吉を主とする四国征伐が行われ、部将である蜂須賀氏が阿波国を治めるようになりその統治下に入る。

### 近世
徳島藩政下では日和佐、後に海部に郡代官所が置かれ、宍喰では各村の庄屋と役人が年貢の徴収や政に当たった。本町は土佐国との国境にあるため、国境警備目的の関所や鉄砲役を置いた鉄砲小屋、狼煙台、街道沿いの治安維持と旅人の宿泊施設として駅路地が置かれた。また、各地では1582年の太閤検地を始め、検地、戸籍調査が行われ、租税が徴収された。慶長の震潮（なえしお、1604年）、宝永の震潮（1707年）、そして安政の震潮（1854年）の震災を通じ、農民は逃散（ちょうさん）が起こるほど窮乏することもあった。

### 近代
- 1889年（明治22年） 合併により宍喰村が誕生。
- 1924年（大正13年）8月 宍喰村から宍喰町に町制施行。
- 1950年（昭和25年）3月25日 - 昭和天皇が宍喰小学校に行幸（昭和天皇の戦後巡幸）[1]。
- 2006年（平成18年）3月31日 海部町、海南町と合併して海陽町となる。

## 行政

### 町長
- 佐藤浩海
- 多田保政（ - 2011年12月15日死去、1989年2月 - 2000年2月）
- 平岡建彦（2000年2月 - 2006年3月31日）

## 経済

### 産業
- 主な産業：農業、漁業

### 教育

#### 高等学校
- 徳島県立宍喰商業高等学校（2006年3月31日閉校）

#### 中学校
- 宍喰町立宍喰中学校

#### 小学校
- 宍喰町立宍喰小学校
  - 宍喰小学校竹ヶ島分校（2007年に廃校）

## 交通

### 鉄道路線
- 阿佐海岸鉄道阿佐東線 （海部町） - 宍喰駅 - （東洋町）

### 道路

#### 高速道路
- なし

#### 一般国道
- 国道55号

#### 県道
- 一般県道
  - 徳島県道101号船津野根線
  - 徳島県道300号芥附海部線
  - 徳島県道301号久尾宍喰浦線
  - 徳島県道309号金目宍喰浦線

#### 道の駅
- 宍喰温泉

## 名所・旧跡・観光スポット・祭事・催事
- 宍喰八坂神社・夫婦楠：素戔男尊を奉る神社。境内には樹齢約500年の対の大木がある。
- 宍喰浦の化石漣痕：さざなみの化石。国の天然記念物に指定。
- 祇園祭：7月16日宵宮、夜店と花火奉納・17日だんじり（三大祇園祭の一つ）
- 宍喰八幡神社祭 ：9月23,24日(新暦)に関船という舟形の山車が練り歩く。
- 竹ヶ島神社祭 4月16日 (旧暦)（暴れ神輿が海に入る初夏の祭り）
- 竹ヶ島海中公園
- 海洋自然博物館マリンジャム
- 大手海岸：サーフスポット。
- 船津キャンプ場：宍喰川上流にあるキャンプ場。
- 宍喰温泉：2012年9月現在はホテルリビエラ宍喰の中にある。
- 城下街：碁盤目の町並みと地名。
- 鈴ヶ峰（すずがみね）の観音まいりと山頂厳屈：山頂に至るまでに並んだ石像と弘法大師が修行したという洞窟。

## 出身有名人
- 尾崎将司（プロゴルファー）
- 尾崎健夫（プロゴルファー）
- 尾崎直道（プロゴルファー）
- 上田利治（野球監督）
- 浜内千波（料理研究家）
- 吉田テフ子（作詞家）
- 戎谷進 (鉛筆画家)